# Бердетт, Мэллори
Мэллори Берде́тт (англ. Mallory Burdette; родилась 28 января 1991 года в Мейконе, США) — американская теннисистка; победительница двух турниров ITF в одиночном разряде; финалистка одного юниорского турнира Большого шлема в парном разряде (US Open-2008); победительница одиночного турнира Orange Bowl (2003) (в возрастной группе до 12 лет).

## Общая информация
Мэллори — младшая из четырёх детей Алана и Джуди Бердетт. Её сестёр зовут Эрин и Линдсей, а брата — Энди. Вся дети играли в теннис с раннего возраста, но в профессиональный тур, в итоге, отправилась лишь Мэллори. Семейство Бердетт очень любит животных: они содержат одиннадцать собак и шесть лошадей; Энди и Эрин получили ветеринарное образование. У семейства есть собственная ферма.
Мэллори в теннисе с 4 лет, любимое покрытие — хард. На корте американка предпочитает совершать агрессивные атакующие действия у задней линии с выходами к сетке. Одним из её часто практикуемых действий является удар в корпус сопернику.
В послеюниорский период карьеры играла в NCAA за Стэнфордский университет.

## Рейтинг на конец года
| Год  | Одиночный рейтинг | Парный рейтинг |
| 2013 | 141               | 530            |
| 2012 | 142               | 512            |
| 2011 |                   | 369            |

## Выступления на турнирах

### Финалы турнировITFв одиночном разряде (2)

#### Победы (2)
| Легенда:        |
| --------------- |
| 100.000 USD (1) |
| 75.000 USD (0)  |
| 50.000 USD (0)  |
| 25.000 USD (0)  |
| 10.000 USD (1)  |

| Титулы по покрытиям | Титулы по месту проведения матчей турнира |
| ------------------- | ----------------------------------------- |
| Хард (2)            | Зал (0)                                   |
| Грунт (0)           | Зал (0)                                   |
| Трава (0)           | Открытый воздух (2)                       |
| Ковёр (0)           | Открытый воздух (2)                       |

| №  | Дата           | Турнир           | Покрытие | Соперница в финале | Счёт    |
| 1. | 22 июля 2012   | Эвансвилл, США   | Хард     | Дуань Инъин        | 6-1 6-2 |
| 2. | 5 августа 2012 | Ванкувер, Канада | Хард     | Джессика Пегула    | 6-3 6-0 |

### Финалы турнировITFв парном разряде (1)

#### Поражения (1)
| №  | Дата         | Турнир         | Покрытие | Партнёрша       | Соперницы в финале    | Счёт    |
| 1. | 22 июля 2012 | Эвансвилл, США | Хард     | Натали Плускота | Дуань Инъин Сюй Ифань | 2-6 3-6 |